# Aigleville (Alabama)
Ne doit pas être confondu avec Aigleville.
Aigleville est une ancienne cité située dans l'État de l'Alabama, aux États-Unis.
Aigleville fut édifiée à la confluence des rivières Tombigbee et Black Warrior.
La ville fut édifiée en 1817 par des colons français lors de la création de la colonie de la vigne et de l'olivier. Ce fut un vaste territoire de 370 km2 sur lequel on cultiva le coton.
Aigleville et la colonie de la vigne et de l'olivier furent fondées le 3 mars 1817 à la suite du vote du congrès américain favorable à la création de cette colonie. Des centaines de planteurs français de l'île de Saint-Domingue menés par les généraux napoléoniens Charles Lefebvre-Desnouettes et François Antoine Lallemand, s'y installèrent, dans ce qui n'était pas encore l'État d'Alabama mais le vaste territoire de la Louisiane française, racheté à la France napoléonienne en 1803 lors de sa vente, un an après l'expédition militaire de Bonaparte contre la révolte des esclaves de Saint-Domingue. Le comté, qui a pris le nom de Marengo, bataille gagnée par Napoléon en 1800, est resté un haut-lieu de l'histoire de la culture du coton jusqu'en 1930. La plupart des premiers planteurs étaient des figures des réfugiés français de Saint-Domingue en Amérique. 
Aigleville fut abandonnée au cours des années 1830. En 1842, une partie de la petite cité, dont la maison du général Charles Lefebvre-Desnouettes, était toujours debout. 
Au cours du XXe siècle, la culture du coton fut abandonnée et le lieu fut reboisé. À la fin des années 1990, fut installée une cimenterie.